# Fernand Bonnier de La Chapelle

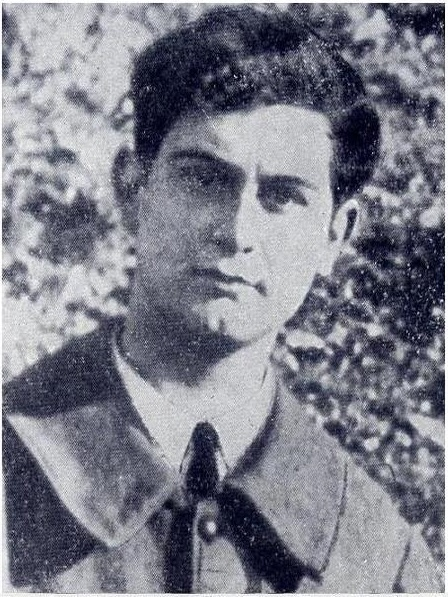
Fernand Bonnier de La Chapelle

Fernand Bonnier de La Chapelle, (4 de novembro de 1922 em Argel (Departamento de Argel) - 26 de dezembro de 1942 em Argel), é um combatente da resistência francesa.
Ele é conhecido por ter assassinado em 24 de dezembro de 1942, o almirante François Darlan, ex-chefe do governo de Vichy, no poder de fato no norte da África francesa.
Seu gesto, que lhe custou a vida, mudou consideravelmente a situação política no norte da África, permitindo que o general Giraud assumisse o controle das autoridades civis e militares e, finalmente, a unificação dos órgãos de decisão do Comitê Francês de Libertação Nacional sob a autoridade do General de Gaulle.